# 테티

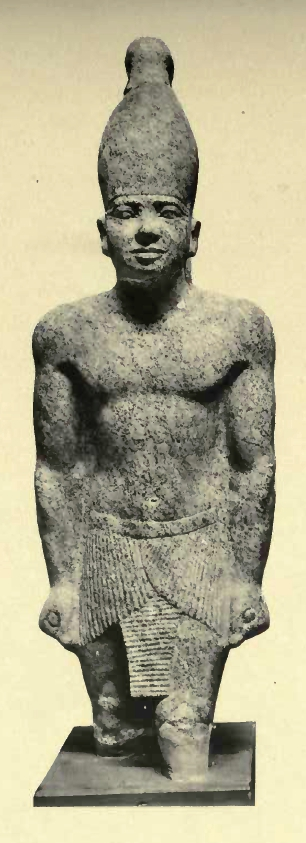

테티는 이집트 제6왕조의 첫 파라오이다. 호루스 이름은 세헤텝타위로 "두 땅을 평화롭게 하는 자"라는 뜻이다. 마네토의 기록에는 오토에스라는 이름으로 나온다.
테티는 제4왕조, 제5왕조 때와 마찬가지로 우나스의 사위로서 파라오가 되었다. 파라오가 된 테티는 딸 세슈세셰트를 재상 메레루카와 결혼시켰다. 메레루카의 마스타바 무덤은 테티의 피라미드 근처에 있는데, 테티 시대 유적 중 가장 화려한 것으로 알려져 있다.
마네토에 의하면 테티는 경호원에 의해 살해되었다. 이로 인해 페피 1세가 즉위하기 전까지 우세르카레라는 인물이 잠시 통치했었다.
테티의 피라미드는 사카라 북부에 위치한다. 여기서 1881년에 목관이 발견되었다. 그의 피라미드 북쪽에는 왕비인 이푸트(페피 1세의 어머니), 카위트의 작은 피라미드가 발견되었다. 이푸트의 피라미드에서는 그녀의 유해가 발견되었다.

## 참고 문헌
- 피터 클레이턴(Peter Clayton) 저, 정영목 역, 《파라오의 역사》, 까치, 2004

| 전임 우나스 | 제1대 이집트 제6왕조의 파라오 기원전 2345년 ~ 기원전 2333년 | 후임 우세르카레 |